# Sławomir Wyszkowski
Sławomir Wyszkowski (ur. 16 listopada 1918, zm. 11 marca 2011) – polski elektrotechnik, konstruktor, kierownik Oddziału Instytutu Elektrotechniki w Gdańsku. Pionier literatury z zakresu elektrotechniki okrętowej w Polsce.

## Życiorys
W 1936 roku ukończył 8-letnie gimnazjum im. Jana Zamojskiego w Lublinie. W tym samym roku podjął studia na Wydziale Matematyki Uniwersytetu Warszawskiego, a od 1937 roku do wybuchu wojny studiował na Politechnice Warszawskiej na Wydziale Elektrycznym.
W czasie II wojny światowej był w latach 1940–1945 więźniem nazistowskich obozów koncentracyjnych Sachsenhausen i Neuengamme. Po wojnie został absolwentem pierwszego powojennego rocznika Wydziału Elektrycznego Politechniki Gdańskiej. W latach 1946–1948 pracownik naukowy tejże uczelni. Następnie był pierwszym kierownikiem Wydziału Elektrycznego W-4 Stoczni Gdańskiej, odpowiadając za odbudowę sieci i urządzeń elektrycznych po zniszczeniach wojennych. W latach 1951–1989 pracownik i dyrektor Gdańskiego Oddziału Instytutu Elektrotechniki. W latach 1955–1968 pracownik naukowy Wyższej Szkoły Marynarki Wojennej w Gdyni (obecnie Akademia Marynarki Wojennej).
Był członkiem organizacji i stowarzyszeń naukowych, w tym między innymi Stowarzyszenia Elektryków Polskich, Komitetu Elektrotechniki PAN, Komisji Polskiego Komitetu Normalizacyjnego, Rady Naukowej Instytutu Elektrotechniki oraz członkiem honorowym Stowarzyszenia Elektryków Okrętowych.
W pracy naukowej i publicystycznej specjalizował się w elektrotechnice, elektronice i automatyce okrętowej. Był autorem prac o tej tematyce:
- Elektryczne mechanizmy okrętowe, Wydawnictwo Morskie, Gdańsk, 1961
- Urządzenia nawigacyjne, Wydawnictwo Morskie, Gdańsk, 1967
- Elektrotechnika okrętowa, Wydawnictwo Morskie, Gdańsk, 1971
- Energoelektronika na statkach, Wydawnictwo Morskie, Gdańsk, 1981
- Autopiloty okrętowe, Wydawnictwo Morskie, Gdańsk, 1982

Przez wiele lat jego prace były podstawowymi pozycjami dla elektryków i mechaników okrętowych w Polsce. Był także autorem patentów i projektów technicznych, w tym pierwszego polskiego autopilota okrętowego powszechnie montowanego na statkach polskiej produkcji w tym na STS Darze Młodzieży. 
Pochowany 16 marca 2011 na cmentarzu komunalnym w Sopocie (kwatera R3-3-2).

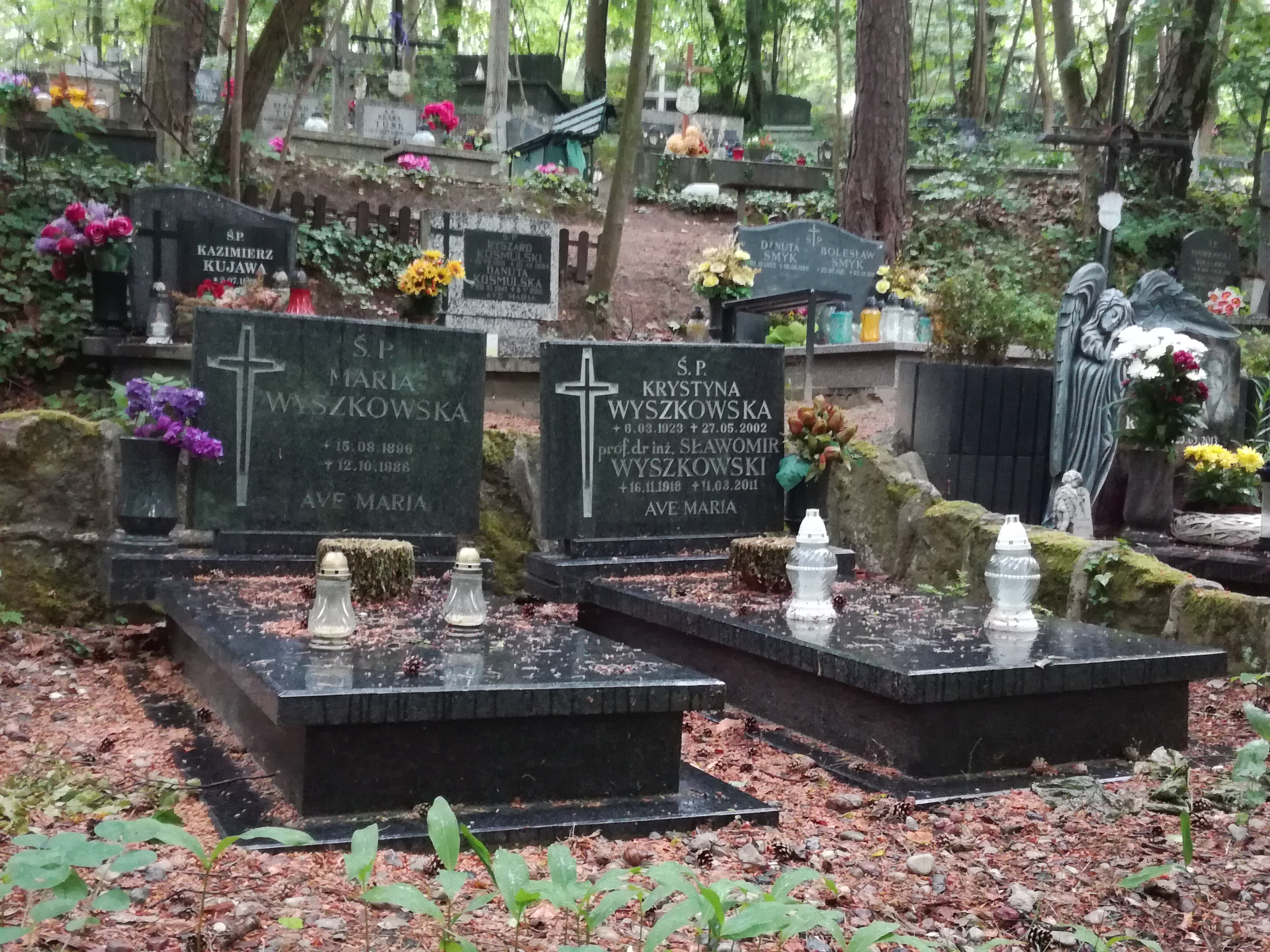
Grób prof. Sławomira Wyszkowskiego na Cmentarzu Komunalnym w Sopocie

## Odznaczenia
- Krzyż Kawalerski Orderu Odrodzenia Polski
- Srebrny Krzyż Zasługi